# Jonathan Liebesman
Jonathan Liebesman (ur. 15 września 1976 w Johannesburgu) – południowoafrykański reżyser filmowy i telewizyjny, pracujący głównie w Stanach Zjednoczonych.

## Życiorys
Urodził się w Johannesburgu w RPA. Studiował reżyserię w South African School of Film and Drama oraz w nowojorskim Tisch School of the Arts, gdzie wyreżyserował ośmiominutowy film krótkometrażowy Genesis and Catastrophe (2000), oparty na opowieści Roalda Dahla. Film ten prezentowany był na wielu międzynarodowych festiwalach filmowych. Przyniósł on Liebesmanowi nagrodę Hollywood Young Filmmaker podczas Hollywood Film Festival w 2000 roku i został najlepszym filmem krótkometrażowym podczas Austin Film Festival. 
Już w 2002 roku Liebesman wyreżyserował horror Gdy zapada zmrok (Darknes Falls), w którym w głównej roli obsadził Emmę Caulfield. Projekt okazał się hitem box office'u, debiutując na pierwszej pozycji notowania w styczniu 2003 roku. Przy budżecie wynoszącym zaledwie 11 milionów dolarów, film zainkasował w samych Stanach Zjednoczonych 32,5 miliona dolarów, a poza USA - 15 milionów USD. Podczas Teen Choice Awards 2003 obraz nominowano do nagrody w kategorii najlepszy horror/thriller. 
W 2006 roku na ekranach amerykańskich kin pojawił się wyreżyserowany przez Liebesmana slasher Teksańska masakra piłą mechaniczną: Początek (The Texas Chainsaw Massacre: The Beginning), prequel Teksańskiej masakry piłą mechaniczną (2003). Film zadebiutował na drugiej pozycji w zestawieniu box office'u, zarabiając w pierwszy weekend wyświetlania go w kinach 18,5 miliona dolarów oraz zwracając szesnastomilionowy budżet. Do końca 2006 roku horror ten zarobił na świecie łącznie 89,5 miliona dolarów. 
W 2007 pojawiły się plotki, według których Liebesman miałby zostać reżyserem remake'u Piątku, trzynastego, jednak już w listopadzie tego roku potwierdzono, że reżyserem przyszłego filmu został Marcus Nispel.
W kolejnych latach Liebesman reżyserował filmy: Inwazja: Bitwa o Los Angeles (2011), Gniew tytanów (2012), Wojownicze żółwie ninja (2014) i Dead Asleep (2015).